# Pégairolles-de-l’Escalette
Pégairolles-de-l’Escalette (okzitanisch Pegairòlas de l’Escaleta) ist eine französische Gemeinde mit 152 Einwohnern (Stand: 1. Januar 2022) im Département Hérault in der Region Okzitanien (vor 2016 Languedoc-Roussillon). Sie gehört zum Arrondissement Lodève sowie zum Kanton Lodève. Die Einwohner werden Pégairollais genannt.

## Geographie
Die Gemeinde Pégairolles-de-l’Escalette liegt an der Lergue in den südwestlichen Ausläufern der Cevennen, etwa acht Kilometer nördlich von Lodève. Die Gemeinde grenzt an Saint-Félix-de-l’Héras im Norden, Le Cros im Nordosten, Saint-Michel im Nordosten und Osten, Saint-Étienne-de-Gourgas im Osten und Südosten, Soubès im Südosten und Süden, Poujols im Süden sowie Lauroux im Südwesten und Westen.
Die A75 führt durch die Gemeinde.

## Bevölkerungsentwicklung
| Jahr                       | 1962 | 1968 | 1975 | 1982 | 1990 | 1999 | 2011 | 2020 |
| Einwohner                  | 184  | 168  | 157  | 159  | 141  | 137  | 144  | 156  |
| Quellen: Cassini und INSEE |      |      |      |      |      |      |      |      |

## Sehenswürdigkeiten
- Kirche Geburt Johannes’ des Täufers
- Schloss

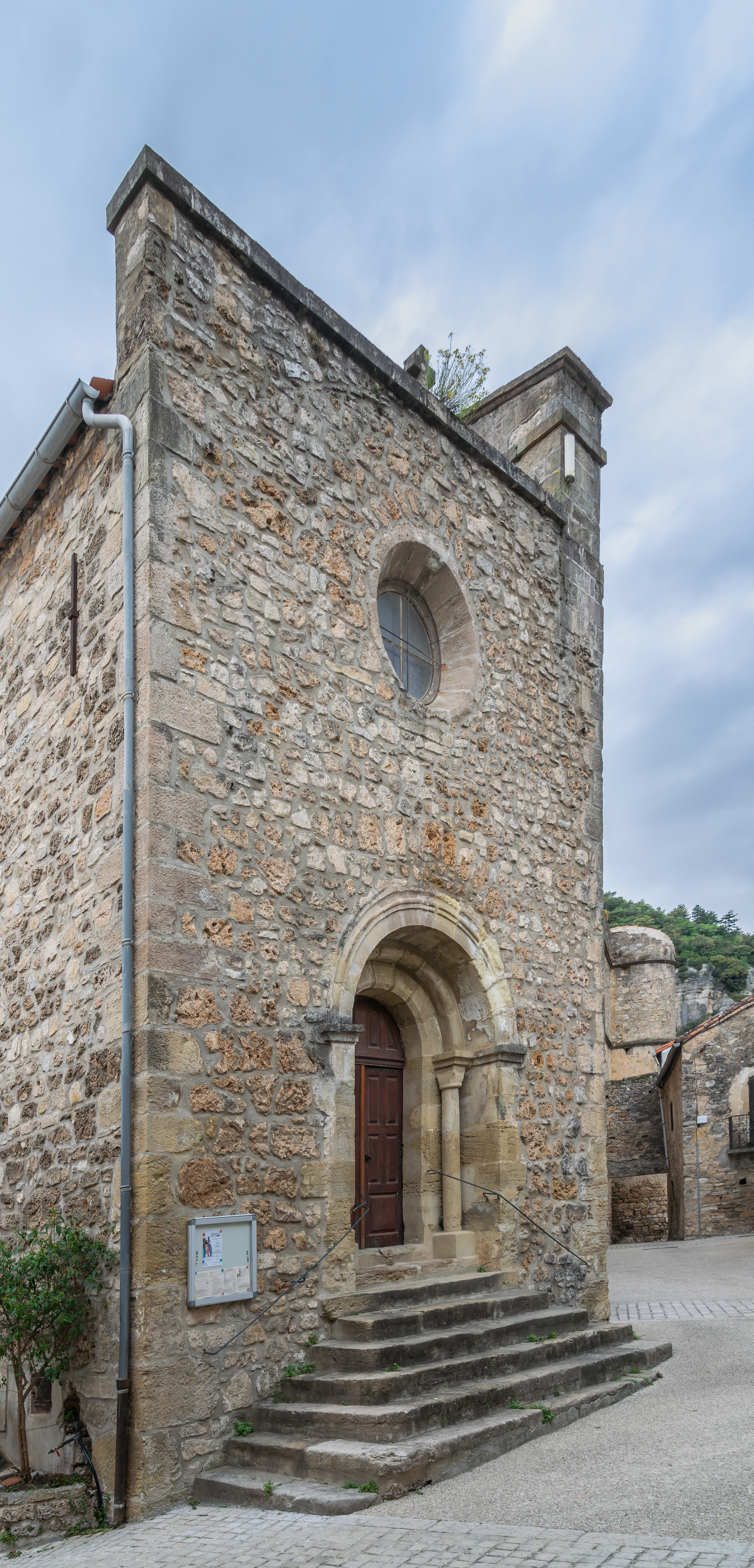
Johanneskirche
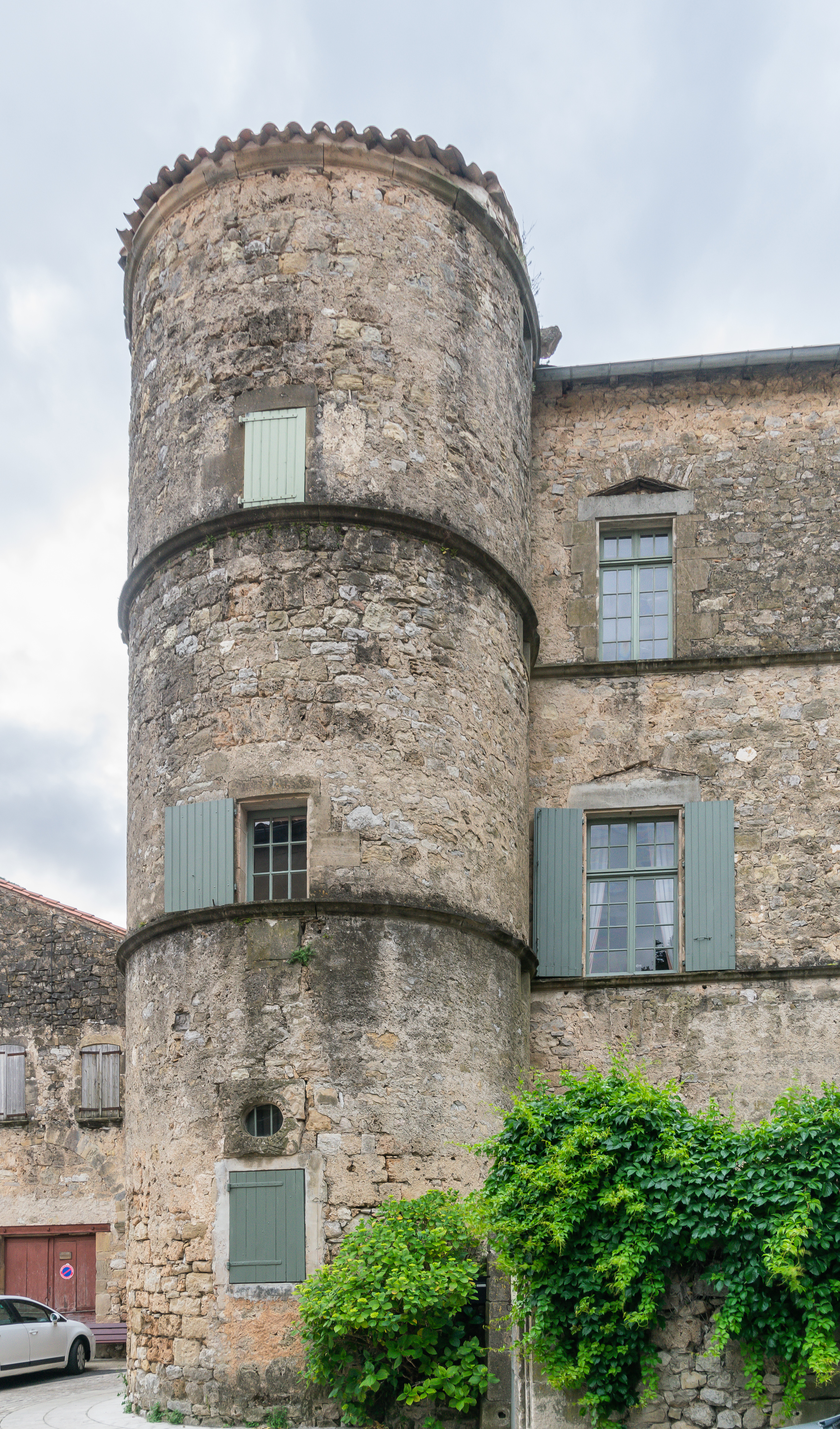
Schloss